# Kiyoshi Nishimura
Pour les articles homonymes, voir Nishimura.
Kiyoshi Nishimura (西村 潔, Nishimura Kiyoshi), né le 7 septembre 1932 et mort le 17 novembre 1993, est un réalisateur et un scénariste japonais.

## Biographie
Kiyoshi Nishimura a réalisé treize films et écrit un scénario entre 1969 et 1991.

## Filmographie partielle
- 1969 : Shinu ni wa mada hayai (死ぬにはまだ早い?)
- 1970 : Jaga wa hashitta (豹は走った?)
- 1970 : Hakuchū no shūgeki (白昼の襲撃?)
- 1970 : Kigeki: Otoko urimasu (喜劇 男売ります?)
- 1971 : Sugoi yatsura (凄い奴ら?)
- 1977 : Melodii beloy nochi co-réalisé avec Sergey Solovev
- 1977 : L'Arbre de la jeunesse (青年の樹, Seinen no ki?)
- 1979 : Ogon no paatonaa (黄金のパートナー?)
- 1984 : Natsufuku no Ibu (夏服のイヴ?)